# Corethrella redacta
Corethrella redacta är en tvåvingeart som beskrevs av Art Borkent 2008. Corethrella redacta ingår i släktet Corethrella och familjen Corethrellidae. Inga underarter finns listade i Catalogue of Life.